# Glenn Ford

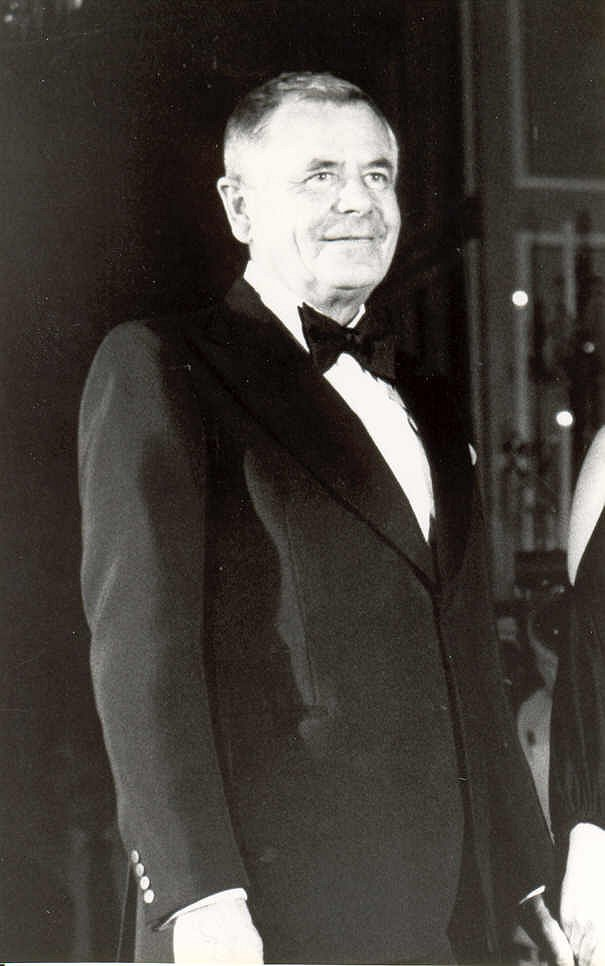
Glenn Ford (1979)

Glenn Ford (eigentlich Gwyllyn Samuel Newton Ford; * 1. Mai 1916 in Sainte-Christine-d’Auvergne, Québec; † 30. August 2006 in Beverly Hills) war ein kanadisch-US-amerikanischer Film- und Fernsehschauspieler. In den 1940er-, 1950er- und 1960er-Jahren zählte er zu den großen Hollywood-Stars. In Western oder Kriminalfilmen wie Gilda, Heißes Eisen und Zähl bis drei und bete spielte er oft durchschnittlich und zuschauernah wirkende Figuren, die sich gefährlichen Situationen stellen müssen.

## Leben
Sein Vater, ein Unternehmer, besaß unter anderem eine Firma in dem Ort Glenford, wo Ford den Großteil seiner Kindheit verbrachte. Sein später gewählter Künstlername ist somit eine Reminiszenz. Als Achtjähriger kam er mit seinen Eltern aus dem kanadischen Bundesstaat Québec nach Kalifornien. Im Jahr 1939 wurde Ford US-amerikanischer Staatsbürger.
Bekannt wurde Glenn Ford, der mit dem kanadischen Premierminister John A. Macdonald verwandt war, 1940 an der Seite von Rita Hayworth im Film The Lady in Question, einem in Frankreich spielenden Filmdrama. Ford und Hayworth drehten noch vier weitere gemeinsame Filme: Gilda (1946), ein Liebesdrama im Stil des Film noir, das zum Kultfilm avancierte, Liebesnächte in Sevilla (1948), eine Verfilmung der berühmten Novelle Carmen von Prosper Mérimée, und die Kriminalfilme Affair in Trinidad (1952) und Goldfalle (1965). Vor allem durch Gilda wurden Ford und Hayworth zu einem bekannten Liebespaar des Kinos. 
In den 1940er und 1950er Jahren trat Glenn Ford hauptsächlich in Western und Film noirs auf. In den Westernfilmen spielte er meist den aufrechten Helden. Als Bösewicht war er seltener zu sehen: in Der Richter von Colorado (1948) gab er an der Seite von William Holden einen machtbesessenen Richter und in Zähl bis drei und bete (1957) einen Mörder und Postkutschenräuber. In Der Berg des Schreckens (1949), einer Mischung aus Western und Krimi, spielte Glenn Ford wiederum einen Goldsucher, der sich an einem habgierigen Ehepaar rächt.
1953 und 1954 drehte Glenn Ford unter der Regie von Fritz Lang zwei Filme der Schwarzen Serie; in Heißes Eisen spielte er einen Polizisten, der den Tod seiner Ehefrau rächt; in Lebensgier den Liebhaber einer verheirateten Frau, die ihn dazu verleiten will, ihren ungeliebten Ehemann zu ermorden. Abseits des Westerns drehte er zu dieser Zeit auch ernstere, dramatische Filme. In Menschenraub (1956) stellte Ford den Vater eines entführten Jungen dar, der das Lösegeld als Kopfgeld auf die Entführer aussetzt. In Die Saat der Gewalt (1955) spielte er einen Lehrer, der seine gewalttätigen Schüler auf den rechten Weg zurückbringen will. Von Menschenraub kam 1996 eine Neuverfilmung in die Kinos, Glenn Fords Rolle wurde dabei von Mel Gibson gespielt.

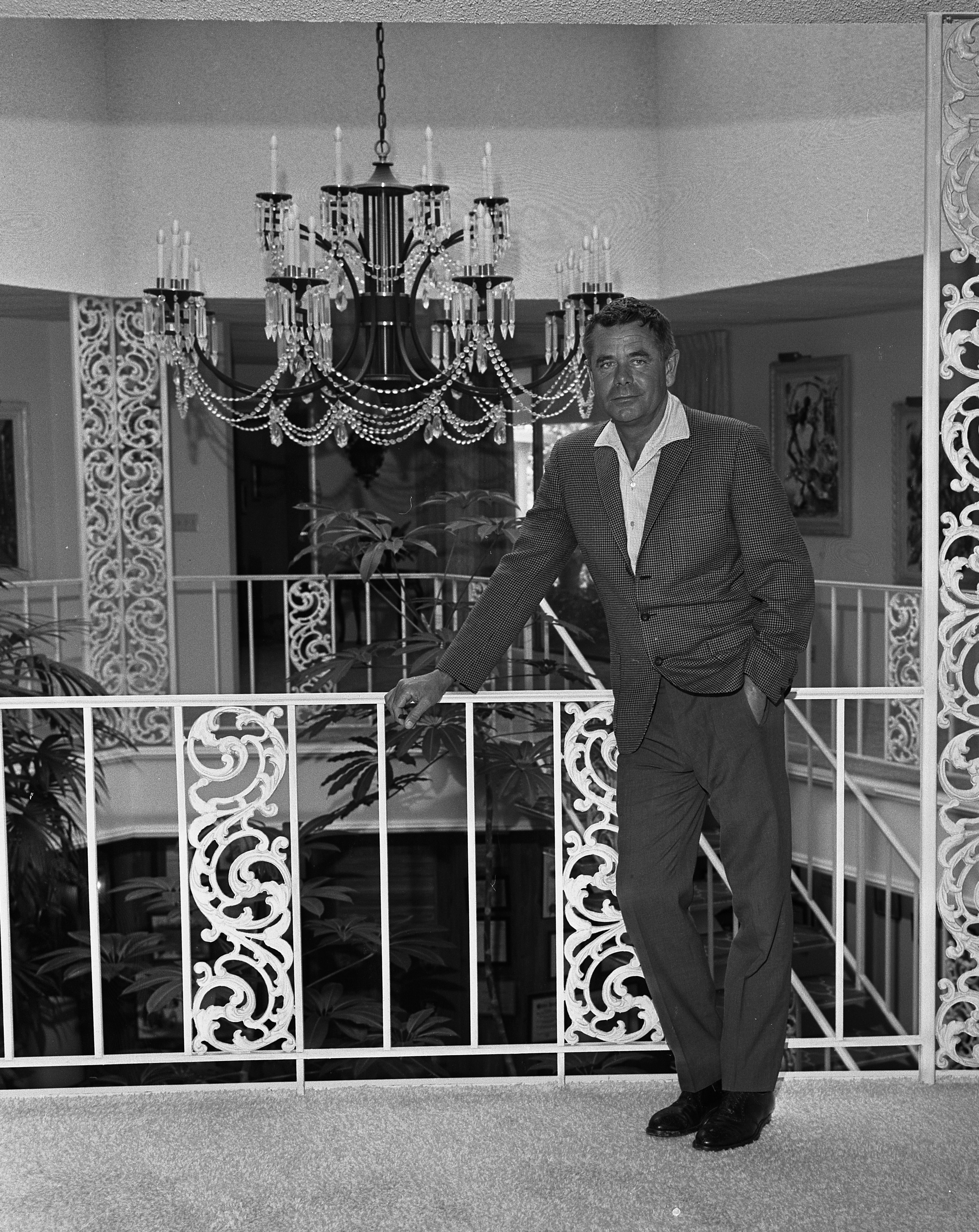
Glenn Ford in seinem Haus in Beverly Hills (1964)

Daneben trat Glenn Ford auch in Filmkomödien auf. In Das kleine Teehaus (1956) gab er einen Armeeoffizier, der im Nachkriegsjapan den Japanern die amerikanische Lebensweise näherbringen will, was jedoch von Marlon Brando als vorwitzigem Dolmetscher Sakini hintertrieben wird. In Die unteren Zehntausend (1961) spielte er einen sentimentalen Gangster und in Vater ist nicht verheiratet (1963) einen alleinerziehenden Vater, der von seinem sechsjährigen Sohn verkuppelt wird.
Dem US-amerikanischen Fernsehpublikum blieb Glenn Ford außerdem als Kommentator der ab 1978 ausgestrahlten Fernsehsendung When Havoc Struck („Als die Zerstörung ausbrach“) in Erinnerung, die sich mit technischen Unglücken und Naturkatastrophen befasste, etwa Brückeneinstürzen, Erdbeben oder einzelnen Ereignissen wie dem Erdrutsch von Aberfan im Jahr 1966 oder dem Hurrikan Camille von 1969.
Ford wurde in die „Western Hall of Fame“ aufgenommen. Es heißt, er sei neben John Wayne und James Arness der schnellste Schauspieler im Revolverziehen gewesen.
Im Jahr 1943 heiratete Ford die Schauspielerin und Tänzerin Eleanor Powell; 1945 kam der gemeinsame Sohn Peter Ford zur Welt. In zweiter Ehe war er mit der Schauspielerin Kathryn Hays verheiratet. Keine der vier Ehen Glenn Fords hielt lange. Er starb am 30. August 2006 im Alter von 90 Jahren an Herzversagen. Seine letzte Ruhestätte befindet sich auf dem Woodlawn Memorial Cemetery in Santa Monica, Kalifornien.

## Filmografie

### Kinofilme
- 1937: Night in Manhattan
- 1939: Heaven with a Barbed Wire Fence
- 1939: My Son Is Guilty
- 1940: Convicted Woman
- 1940: Men Without Souls
- 1940: Babies for Sale
- 1940: The Lady in Question
- 1940: Blondie Plays Cupid
- 1941: So Ends Our Night
- 1941: Flucht nach Texas (Texas)
- 1941: Go West, Young Lady
- 1942: The Adventures of Martin Eden
- 1942: Flight Lieutenant
- 1943: Desperados – Aufruhr der Gesetzlosen (The Desperadoes)
- 1943: Destroyer
- 1946: Gilda
- 1946: Die große Lüge (A Stolen Life)
- 1946: Gallant Journey
- 1947: Abgekartetes Spiel (Framed)
- 1948: Der Richter von Colorado (The Man from Colorado)
- 1948: Ein Mann für Millie (The Mating of Millie)
- 1948: Liebesnächte in Sevilla (The Loves of Carmen)
- 1948: Ein Pferd namens October (The Return of October)
- 1949: Alarm in der Unterwelt (The Undercover Man)
- 1949: Der Berg des Schreckens (Lust for Gold)
- 1949: Der Mann, der zu Weihnachten kam (Mr. Soft Touch)
- 1949: Frauen um Dr. Corday (The Doctor and the Girl)
- 1950: Hölle am weißen Turm (The White Tower)
- 1950: Verurteilt (Convicted)
- 1950: The Flying Missile
- 1951: Der Revolvermann (The Redhead and the Cowboy)
- 1951: Follow the Sun
- 1951: Vergeltung am Teufelssee (The Secret of Convict Lake)
- 1952: Der eiserne Handschuh (The Green Glove)
- 1952: Young Man with Ideas
- 1952: Affäre in Trinidad (Affair in Trinidad)
- 1953: Time Bomb
- 1953: Der Mann vom Alamo (The Man from the Alamo)
- 1953: Das geheimnisvolle Testament (Plunder of the Sun)
- 1953: Heißes Eisen (The Big Heat)
- 1953: Treffpunkt Honduras (Appointment in Honduras)
- 1954: City Story
- 1954: Lebensgier (Human Desire)
- 1955: Americano (The Americano)
- 1955: Rauhe Gesellen (The Violent Men)
- 1955: Die Saat der Gewalt (Blackboard Jungle)
- 1955: Unterbrochene Melodie (Interrupted Melody)
- 1955: Das Komplott (Trial)
- 1956: Menschenraub (Ransom!)
- 1956: Der Mann ohne Furcht (Jubal)
- 1956: Die erste Kugel trifft (The Fastest Gun Alive)
- 1956: Das kleine Teehaus (The Teahouse of the August Moon)
- 1957: Zähl bis drei und bete (3:10 to Yuma)
- 1957: Geh nicht zu nah ans Wasser (Don't Go Near the Water)
- 1958: Cowboy
- 1958: In Colorado ist der Teufel los (The Sheepman)
- 1958: Imitation General
- 1958: Torpedo los! (Torpedo Run)
- 1959: Eine tolle Nummer (It Started with a Kiss)
- 1959: Die Nervensäge (The Gazebo)
- 1960: Cimarron (Cimarron)
- 1961: Cry for Happy
- 1961: Die unteren Zehntausend (Pocketful of Miracles)
- 1961: Vater ist nicht verheiratet (The Courtship of Eddie's Father)
- 1962: Die vier apokalyptischen Reiter (Four Horsemen of the Apocalypse)
- 1962: Der letzte Zug (Experiment in Terror)
- 1962: 40 Millionen suchen einen Mann (Love is a Ball)
- 1964: Helden ohne Hosen (Advance to the Rear)
- 1964: Bezwinger des Todes (Fate Is the Hunter)
- 1964: Die Frau seines Herzens (Dear Heart)
- 1965: Nebraska (The Rounders)
- 1965: Goldfalle (The Money Trap)
- 1966: Brennt Paris? (Paris brûle-t-il?)
- 1966: In 48 Stunden (Rage)
- 1967: Der gnadenlose Ritt (A Time for Killing)
- 1967: Duell der Gringos (The Last Challenge)
- 1968: Totem (Day of the Evil Gun)
- 1969: Smith! – Ein Mann gegen alle (Smith!)
- 1969: Pulver und Blei (Heaven with a Gun)
- 1973: Santee, der Einzelgänger (Santee)
- 1976: Schlacht um Midway (Midway)
- 1978: Superman (Superman)
- 1979: Die Außerirdischen (The Visitor)
- 1979: Der Tag der Mörder (Day of the Assassin)
- 1980: Overkill – Durch die Hölle zur Ewigkeit (Fukkatsu no hi)
- 1981: Ab in die Ewigkeit (Happy Birthday to Me)
- 1989: Law at Randado
- 1989: Casablanca Express
- 1990: Ein Mann für Randado (Border Shootout)
- 1991: Raw Nerve

### Fernsehen
- 1958: Shower of Stars
- 1970: The Brotherhood of the Bell
- 1970: Howdy
- 1971–1972: Sheriff Cade (Cade’s County)
- 1973: Jarrett
- 1974: The Disappearance of Flight 412
- 1974: The Greatest Gift
- 1974: Punch and Jody
- 1975: The Family Holvak
- 1976–1977: Once an Eagle
- 1977: Die 3000-Meilen-Jagd (The 3,000 Mile Chase)
- 1978: Police Story
- 1978: No Margin for Error
- 1978: Evening in Byzantium
- 1979: Die Sacketts (The Sacketts)
- 1979: Beggarman, Thief
- 1979: The Gift
- 1986: My Town
- 1991: Final Verdict